# Crepidium holttumianum
Crepidium holttumianum är en orkidéart som beskrevs av Dariusz Lucjan Szlachetko. Crepidium holttumianum ingår i släktet Crepidium, och familjen orkidéer. Inga underarter finns listade i Catalogue of Life.